# Three Girls – Warum glaubt uns niemand?
Three Girls – Warum glaubt uns niemand? (Originaltitel: Three Girls) ist eine dreiteilige britische Miniserie. Sie thematisiert die Missbrauchsfälle von Rochdale 2008.

## Handlung
Das 15-jährige Mädchen Holly entstammt einem zerrütteten Elternhaus, von dem sie sich zunehmend emotional entfernt. Eines Tages muss sie auf der Polizei abgeholt werden, weil sie in einem Dönerladen randaliert haben soll und angezeigt wurde. Sie lässt die Befragung wortlos und verstört über sich ergehen – offenbart aber am Ende der Vernehmung, dass sie vergewaltigt worden sei. In einer Rückblende erfährt der Betrachter, was sich abgespielt hat:
Holly ist inmitten der Pubertät, bleibt unerlaubt lange aus und feiert mit ihren neuen Freundinnen. Diese sind sexuell freizügig und versorgen sich bei der Gesundheits-Beraterin Sara regelmäßig mit Kondomen. Holly ist hier noch unbedarft. Über ihre Freundinnen lernt sie einen von Pakistanis betriebenen Dönerladen kennen, wo diese regelmäßig kostenlos Essen und Alkohol bekommen. Auch Holly macht von dem Angebot Gebrauch, ohne zu ahnen, dass die Betreiber eine Gegenleistung von den Mädchen bekommen. Der Ladenchef Daddy fordert eines Tages auch Holly wie selbstverständlich auf, mit ihm als Gegenleistung für seine Geschenke Sex zu haben. Holly ist geschockt, fühlt sich aber verpflichtet, es ihren Freundinnen gleichzutun und lässt die Vergewaltigung widerwillig über sich ergehen. Daddy erklärt ihr, dass sie fortan seine „Nutte“ sei und droht ihr mit dem Tod, sollte sie „ihm Stress machen“. Eingeschüchtert und verwirrt lässt sie an Folgetagen weitere Übergriffe zu. Als ein weiterer Pakistani kurze Zeit später versucht, sie zum Sex zu nötigen, bricht sie aus dem Laden aus, beschädigt Gegenstände und flieht, worauf sie bei der Polizei landet.
Am Ende der Rückblende sitzt Holly immer noch mit ihrem Vater bei der Polizei. Diese nimmt die neuen Aussagen sachlich auf, ist aber zurückhaltend und hinterfragt stillschweigend die Glaubwürdigkeit von Holly und die Richtigkeit der gesamten Angelegenheit. Auch Hollys Eltern können nicht nachvollziehen, warum sie dies zugelassen und sich nicht sofort offenbart hat. Holly versinkt in sich und zieht sich zurück. Da die Gesundheits-Beraterin Sara eine Ahnung von den Vorfällen bekommt, bittet sie Holly erneut zur Polizei zu gehen. Hier erhält Holly jedoch weiterhin wenig Unterstützung. Aus Mangel an Beweisen werden die Täter wieder freigelassen.
Die Polizei in Manchester rollt den Fall aber wieder auf. Mittlerweile sind über 47 Opfer bekannt und in anderen Städten sollen es noch mehr sein. Die Opfer sind mehrheitlich eingeschüchtert und verstört. Sie haben wenig Hoffnung auf Gerechtigkeit, weil auch sie die Erfahrung gemacht haben, dass man ihnen die Vorfälle nicht glaubt. Den Mitarbeitern gelingt es aber, wieder an die jungen Frauen heranzukommen. Nach vielen Zweifeln auf allen Seiten, ob eine Anklage und Aussagen eine Aussicht auf Erfolg haben könnten, kommt es schließlich doch zu einem Gerichtsverfahren, in welchem die jungen Frauen aus dem Zeugenraum heraus aussagen und sich den Fragen der Verteidiger stellen müssen.
Die neun Angeklagten werden alle schuldig gesprochen.

## Besetzung
Die Synchronisation der Miniserie wurde bei der Christa Kistner Synchronproduktion in Potsdam erstellt. Claudia Sander schrieb das Dialogbuch, Monica Bielenstein führte die Dialogregie.
| Rolle           | Schauspieler   | Synchronsprecher   |
| --------------- | -------------- | ------------------ |
| Sara Rowbotham  | Maxine Peake   | Cathlen Gawlich    |
| Margaret Oliver | Lesley Sharp   | Sabine Falkenberg  |
| Holly Winshaw   | Molly Windsor  | Lisa May-Mitsching |
| Amber Bowen     | Ria Zmitrowicz | Lina Rabea Mohr    |
| Ruby Bowen      | Liv Hill       | Celina Gaschina    |
| Nazir Afzal     | Ace Bhatti     | Marcus Off         |
| Jim Winshaw     | Paul Kaye      | Frank Röth         |
| Julie Winshaw   | Jill Halfpenny | Silvia Mißbach     |

## Ausstrahlung
Die drei Folgen wurden vom 16. bis 18. Mai 2017 auf BBC One ausgestrahlt. In Deutschland liefen die Folgen am 14. Juni 2018 auf Arte.

## Kritik
„Die wahre Geschichte, die hier gezeigt wird, dürfte in ihren komplexen Details und ihrer jahrelangen Entwicklung weder den idealistischen Linksliberalen noch den vorurteils-schwingenden Rechtsnationalen gefallen. Manchmal sind die Antworten eben nicht so einfach. Und manchmal muss die Wahrheit eben wehtun.“

## Auszeichnungen
Zu den zahlreichen Preisen gehören:
- BAFTA TV Award 2018 in den Kategorien beste Miniserie, beste Hauptdarstellerin, beste Regie (Fiktion), bestes Drehbuch, bester Schnitt
- Broadcast Award 2018: beste Serie (Drama)
- RTS Television Award 2018 in den Kategorien beste Miniserie, bestes Drehbuch (Drama), bestes TV-Drama, beste Kamera, beste Musik, bester Schnitt